# Jean René Guillaume de Boisclaireau
Jean René Guillaume de Boisclaireau est un homme politique français né le 11 mai 1754 au Mans (Sarthe) et décédé le 2 février 1835 à Ballon (Sarthe).
Officier d'infanterie, il émigre en 1790. Rentré en France sous l'Empire, il devient député de la Sarthe de 1816 à 1818 et de 1820 à 1827, siégeant dans la majorité soutenant les ministères de la Restauration.

## Sources
- « Jean René Guillaume de Boisclaireau », dans Adolphe Robert et Gaston Cougny, Dictionnaire des parlementaires français, Edgar Bourloton, 1889-1891 [détail de l’édition]